# Blažej
Blažej je priimek več oseb:
- Aref Konstantinovič Blažej, sovjetski general
- Mojca Blažej Cirej, slovenska novinarka